# Аркаруа
Аркаруа (Arkarua) — дрібний дископодібний організм, який існував у докембрії.
Відомий лише з едіакарських відкладень хребта Фліндерс у Південній Австралії Назва «Аркаруа» походить від назви міфічної велетенської змії мовою аборигенів. Аркаруа зустрічається разом з Dickinsonia, Tribrachidium, Cyclomedusa та іншими поширеними едіакарськими істотами, а також з багатьма іншими, ще не описаними, видами.
Описано один вид, Arkarua adami. У поперечнику має від 3 до 10 мм. Вчені Gehling, Waggoner та деякі інші, враховуючи п'ятипроменеву симетрію Arkarua, припускають, що вона є можливим попередником голкошкірих, а саме (за думкою деяких дослідників) класу Edrioasteroidea). Але в неї немає стереому  — тривимірної монокристалічної ґратки з карбонату кальцію, що є діагностичною ознакою голкошкірих. Не ідентифікований рот. Проте, всі відомі рештки цього організму — це відбитки, що не відображають внутрішню структуру. Відзначимо також, що багато ранніх голкошкірих, таких як Helicoplacus не є радіально-симетричними й не мають п'ятипроменевої симетрії.